# Cutter (lucha libre)

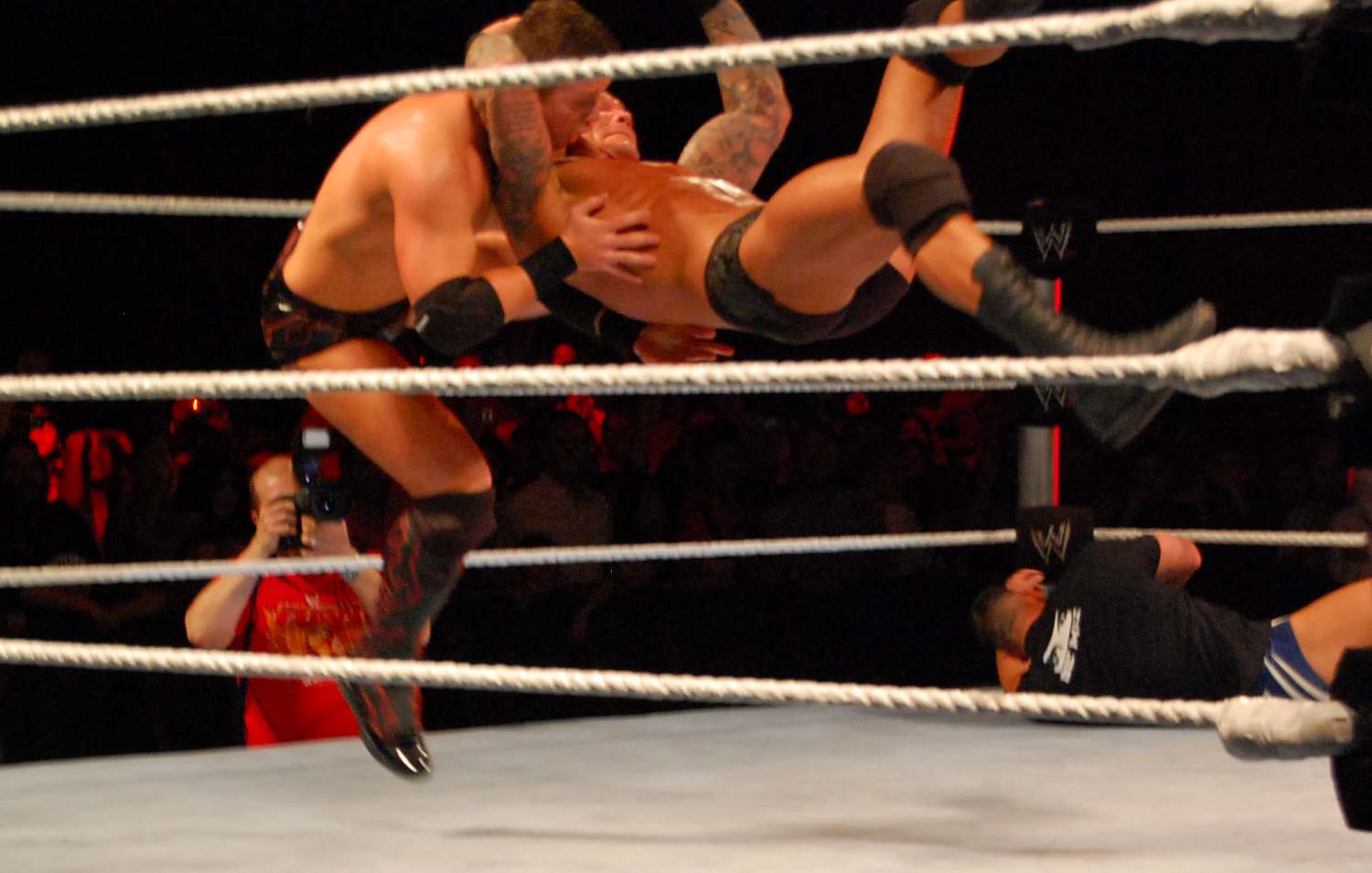
Randy Orton aplicando el RKO (Jumping cutter) a The Miz.

Ejecución de un jumping cutter.

Un cutter es una maniobra de lucha libre profesional, conocida como three-quarter face lock bulldog. 
Para su ejecución el luchador se sitúa dando la espalda al oponente para luego agarrar su cabeza sobre el hombro, rodeando su cuello con el brazo. Posteriormente, el luchador debe hacer un salto para caer de espalda junto con su oponente.  
Esta técnica fue creada por el luchador estadounidense Johnny Ace bajo el nombre de Ace Crusher, pero fue popularizada por Diamond Dallas Page, Diamond Cutter, adoptándose el término cutter. Es comúnmente conocido como inverted neckbreaker slam, aunque no es su nomenclatura oficial.
Dicho movimiento sirvió de base para una variante llamada three-quarter face lock jawbreaker o stunner, la cual difiere muy ligeramente del cutter; es por ello que todas las variantes de cutter tienen su versión en stunner.

## Variaciones

### Bearhug modified cutter
El luchador toma al oponente en modo bearhug donde después pone sus piernas detrás de la espalda y la cabeza del oponente de manera DDT para caer en modo sitout e impactar al oponente contra su hombro de modo cutter. En la actualidad es llamada Voodoo Bomb por la luchadora Roxxi.

### Belly to back suplex cutter
En esta variación elevada del cutter, el luchador atacante aplica un belly to back suplex. Luego, en vez de dejarse caer atrás, el luchador atacante levanta las piernas del oponente, logrando que este gire en el aire, hasta quedar en posición paralela a la lona del ring. Cuando el oponente cae, el luchador atacante aplica rápidamente el three-quarter face lock bulldog en el aire, dejándose caer en la posición de un cutter normal.

### Crucifix cutter
En esta versión, el luchador atacante levanta al oponente en un crucifix antes de girarlo en el aire y dejarse caer, aplicando el three-quarter face lock en el aire y aterrizar en la posición del cutter normal.

#### Inverted crucifix cutter
En una variación del crucifix cutter, el luchador atacante aplica un reverse crucifix al oponente, para luego dejarse caer, aplicando el three-quarter face lock en el aire y aterrizar en la posición del cutter normal. Esta versión fue popularizada en Estados Unidos por Tommy Dreamer, quien llamó este movimiento el Tommy Hawk.

### Elevated cutter
Con el oponente colocado en una superficie elevada, el luchador atacante aplica un three-quarter facelock para luego moverse adelante, dejando solo los pies oponentes en la superficie. El luchador atacante se deja caer atrás, forzando al oponente a caer en la posición del cutter habitual. 
En una pequeña variación, el luchador atacante corre adelante sin soltar el three-quarter facelock, logrando que la velocidad y la fuerza empleada impulsen al oponente fuera de la plataforma al mismo tiempo que el luchador atacante se deje caer de espaldas en posición de un cutter normal. 
El elevated cutter puede ser realizado como un movimiento en parejas, tal como el doomsday-style elevated cutter o 3D.

### Diving somersault cutter

#### Standing somersault cutter
En esta variante el usuario está a un nivel superior y viendo en direcciones opuestas con su oponente, luego realiza un somersault con un giro de 180º (semi-corkscrew moonsault) luego engancha con su brazo alrededor de la cabeza de su oponente e impacta con la posición del cutter normal.

### Jumping Cutter

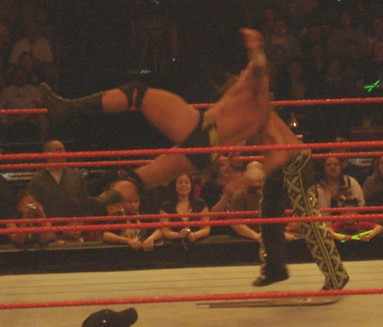
Randy Orton aplicando un RKO (Jumping Cutter) a Shawn Michaels.

Esta es una variación de un cutter normal, pero en vez de moverse adelante y dejarse caer, el luchador salta a la altura de la cabeza del oponente, quedando paralelo al suelo del ring, aplicando un three-quarter face lock en el aire al oponente para luego caer en la posición del cutter normal. Este movimiento fue popularizado por Randy Orton quien usa este movimiento, causando un daño mayor en oponentes más grandes, quienes a veces caen con las rodillas más que con el pecho a la lona. Randy Orton bautizó este movimiento como RKO (Abreviación de Randy Keith Orton o Randy Knock Out).

### Power-bomb cutter
En esta variación del cutter, el luchador atacante levanta al oponente en un power-bomb, pero en vez de dejarlo caer, envía las piernas del oponente adelante, gira en 180º grados para, mientras el oponente va cayendo, aplicar el cutter.
Existe una pequeña variación, utilizada por Teddy Hart, en la cual el luchador aplica mucha más fuerza al momento de levantar al oponente en la posición de power-bomb, por lo que, en vez de colocarlo sobre sus hombros, deja que el oponente continúe la rotación en el aire para aplicarle el cutter con mayor violencia y rapidez. Esta variación del powerbomb cutter es muy difícil de aplicarla correctamente.

### Rolling cutter
Llamada técnicamente swinging cutter, en esta técnica el luchador se sitúa detrás del oponente y tira de él atrás para arquearlo boca arriba, sujetando su cabeza bajo el brazo. En esa posición, el usuario da un súbito giro horizontal hacia el lado del brazo usado en la presa y, pasando por debajo del rival hasta volver a quedar boca arriba, se deja caer de espaldas al suelo, haciendo que el oponente sea arrastrado tras él en la rotación y su rostro caiga contra el suelo a través del hueco de la axila del luchador. Esta técnica fue innovada por Supernova bajo el nombre de Spin Doctor y era usada en la WWE por Cody Rhodes bajo el nombre de Cross Rhodes.

#### Outward rolling cutter
El luchador se sitúa detrás del oponente y tira de él hacia atrás para arquearlo boca arriba, sujetando su cabeza bajo el brazo. Entonces, el usuario gira hacia el lado contrario al brazo usado en la presa para pasar por encima del oponente, antes de dejarse caer tumbado para hacer obligar a girar al oponente y que su cara choque contra la lona.
Dicho a esto esta técnica es prácticamente un rolling cutter de rotación inversa principalmente.

### Inverted suplex cutter
Es una variación de un Inverted suplex pero es modificado. Antes de que caiga el oponente, el usuario toma la cabeza del oponente terminándolo con un Cutter normal.

### Springboard cutter
Esta variación ocurre cuando el luchador aplica un three-quarter face lock y luego corre hacia las cuerdas o una superficie con escaleras, y salta o escala para rebotar y girar en el aire sin soltar el face lock, para lograr caer en el cutter.

#### Springboard back-flip cutter
Una variación del springboard cutter es posible realizar, llamada springboard back-flip three-quarter face lock diving three-quarters face lock bulldog. En este cutter el luchador aplica la three-quarter face lock y luego corre hacia el esquinero, escalando para quedar vertical en el aire, sin soltar el face lock, para posteriormente girar y caer en el cutter. Este movimiento es similar al Shiranui.

### Fireman's cutter
También conocido como T.K.O., nombrado por Marc Mero, es una variación de un elevated cutter. El luchador atacante levanta al oponente en un fireman's carry desde donde impulsa las piernas del oponente atrás, dejando solo el cuello del oponente sobre uno de los hombros del luchador atacante, quien aplica la three-quarter face lock y se deja caer atrás en la posición del cutter habitual. 
El luchador fallecido Andrew "Test" Martin usaba una variación del TKO, en donde utiliza mayor cantidad de fuerza al impulsar las piernas del oponente atrás, logrando que al aplicar la three-quarter face lock, Test podía girar un poco antes de dejarse caer atrás. Este movimiento es utilizado actualmente por Alex Riley y Nikki Bella y EC3.

#### Argentine cutter
En este movimiento, el luchador levanta al oponente en un Argentine back-breaker rack y lanza las piernas del oponente atrás, rotándolo en el aire para aplicar el cutter.

### Front face-lock cutter

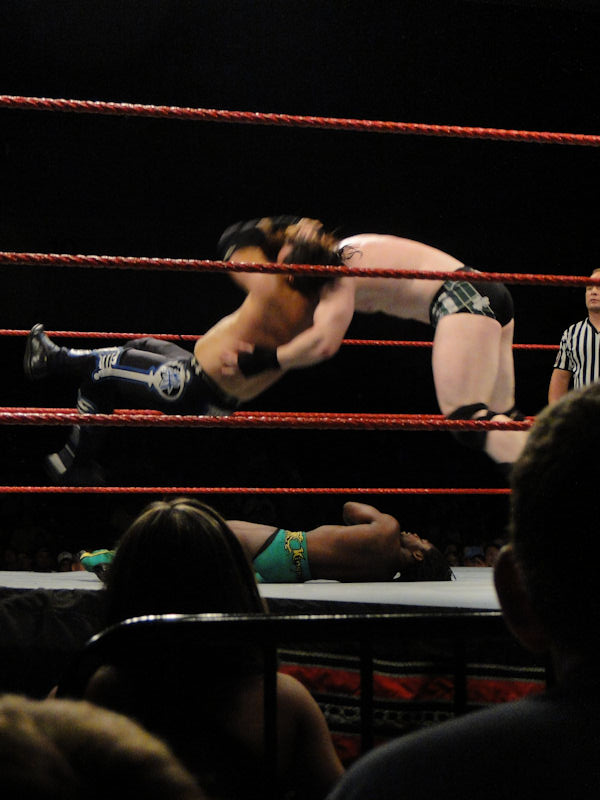
Hardy aplicándole un "Twist of Fate" a Sheamus.

Técnicamente es llamada Twist of Fate por el luchador Matt Hardy. En esta variación, el luchador aplica primero un front face lock, para luego girar en 180º (hacia el lado de la mano con que se aplica el face lock) y con la mano libre aplicar la three-quarter face lock y dejarse caer en cutter habitual. Existe una variación de este movimiento en stunner.
El Twist of Fate fue creado y popularizado por Matt Hardy, además de ser utilizado por todos los miembros del Team Xtreme (Matt, Jeff Hardy y Lita). Matt Hardy además utiliza una variación en que el oponente se encuentra sentado en el esquinero superior y Matt puede estar a la altura de la lona, en la primera, segunda o tercera cuerda antes de aplicar el movimiento desde esa posición. Esta variación es llamada Supe twist of Fate.
Jeff Hardy además usaba una variación invertida del movimiento, referida como Reverse o Extreme Twist of Fate.

### Overhead gut-wrench cutter
Esta variación innovada y bautizada por Susumu Yokosuka, se realiza cuando el luchador levanta al oponente en una canadian back breaker rack, para luego girar al oponente desde uno de sus hombros a hacia la posición del cutter. Es muy común que el luchador no alcance a aplicar el three-quarter face lock y el movimiento termine parecido a un facebuster.
Chuck Palumbo popularizó este movimiento en los Estados Unidos llamándolo Full Throttle. Este movimiento es muy similar al Crucifix cutter.